# Anticipo de caja a comercios
El anticipo de caja a comercios (ACC) es una fórmula de financiación que surgió en Estados Unidos y que, posteriormente, ha llegado a Europa. La idea del Anticipo de Caja a Comercios (Merchant Cash Advance, en inglés) nació como un recurso para aquellos negocios que no tenían acceso a préstamos bancarios de tipo convencional, especialmente los comercios y pequeños negocios.
El ACC no es un préstamo en el sentido estricto, sino un anticipo, que se devuelve con una parte de las ventas con tarjeta de crédito o débito realizadas por el comercio que ha recibido dicho adelanto.
La devolución se hace a medida que los consumidores realicen ventas con tarjeta y de manera directa desde el TPV (Terminal del punto de venta). El porcentaje de devolución de cada venta se decide entre la empresa ACC que la proporciona y el establecimiento que la recibe para conseguir una cuota que favorezca a ambos.

## Características
Las principales características del ACC, que lo diferencian de los préstamos bancarios, son:
1. La rapidez de la concesión, que suele ser de menos de 48 horas.
2. El importe, que puede ser de pequeñas cantidades destinadas, por ejemplo, a pequeñas reformas o compras de existencias.
3. La flexibilidad, al devolverse a medida en que el negocio genera ingresos: si las ventas son más bajas, el receptor del adelanto tendrá la posibilidad de devolver menos; y si las ventas incrementan, permitirá hacer la devolución en un menor tiempo.

## Asociaciones y plataformas del sector
Las empresas dedicadas al ACC en Estados Unidos y Canadá están representadas por la Asociación Norteamericana de Anticipo de Caja a Comercios. Esta asociación ofrece apoyo y ayuda a influir y moldear la industria del ACC mediante liderazgo, educación y transparencia informativa. Las empresas encargadas de la dirección de la asociación son: RapidAdvance, GRP Funding,  Amerimerchant Merchant Cash & Capital, Merchant Capital Access.
La Reserva Federal de Estados Unidos afirma que el ACC supone un 7% del total de la financiación para pequeñas y medianas empresas. Además, ha superado otros modelos como el factoring tradicional y acercándose a otras como el leasing.
En Reino Unido este tipo de financiación supone y una de las grandes alternativas de financiación para el pequeño y mediano comercio, respaldada por la Asociación Británica de Anticipo de Caja a Comercio (BMCAA). Esta asociación define el Anticipo de Caja a Comercio como un adelanto de fondos que se amortiza con un porcentaje de las ventas que el establecimiento realiza a través de tarjetas de crédito y débito. 
La empresa que introdujo la industria del ACC en Reino Unido y en Irlanda fue The Liquid Finance. Esta empresa es una de las nueve empresas que forman la Asociación Británica de Anticipo de Caja a Comercio.
La BMCAA confirma que “desde el 1 de noviembre de 2016 los principales bancos del Reino Unido están obligados a remitir a los clientes que han sido rechazados para un crédito con ellos a formas alternativas de financiación, entre ellas el ACC, una opción viable para aquellas empresas que procesan pagos con tarjetas de sus clientes”.
La Asociación Británica de Anticipo de Caja a Comercio (BMCAA) pone como ejemplo de una operación la siguiente: Un negocio factura una media de £5000 en transacciones de tarjeta de crédito por mes y necesita una financiación de £5000. La empresa especializada en ACC aplica una tasa de factor de 1,23 y les ofrece £5000, lo que supone que ha de devolver una cantidad total de £5000 x 1,23 = £6.150. El negocio acuerda reembolsar el 10 % de cada venta futura de la tarjeta para pagar la cantidad total.
En España este tipo de financiación se ha empezado a introducir en el año 2018 por parte de empresas especializadas como Kapital 100.[cita requerida]